# Berchtesgadener Landesstiftung
Die Berchtesgadener Landesstiftung, im Volksmund „Kehlsteinstiftung“, ist eine kreiskommunale Stiftung, an die vom Freistaat Bayern der Nießbrauch an Kehlsteinhaus und Kehlsteinstraße übertragen wurde.

## Geschichte
Im Vorfeld der 150-jährigen Zugehörigkeit der ehemaligen Fürstpropstei Berchtesgaden zu Bayern (Patent vom 19. September 1810) regte der damalige Landrat Karl Theodor Jacob an, eine Stiftung zu gründen und ihr den Nießbrauch vom Kehlsteinhaus mit Umgriff zu übertragen. Dem Landrat gelang es, die entscheidenden Personen von seinem Plan zu überzeugen. Am 26. Juli 1960 beschloss die Bayerische Staatsregierung die Einrichtung der Stiftung, zuvor noch "Erinnerungsstiftung Berchtesgadener Land" genannt. Am 6. August 1960 unterzeichnete der damalige Staatsminister des Inneren, Alfons Goppel, die erforderliche Errichtungsurkunde. Wie zugesagt, wurde der Stiftung der Nießbrauch am Kehlsteinhaus und an den Kehlsteinstraßen zugewendet. Am 4. September 1960 wurde dem Landrat im Rahmen der Jubiläumsfeierlichkeiten die Stiftungsurkunde durch Ministerpräsident Hans Ehard förmlich überreicht.
Im Zuge der Gemeindegebietsreform ging der Landkreis Berchtesgaden 1972 in den Landkreis Berchtesgadener Land auf. Dieser übernahm damit die Rechte und Pflichten des bisherigen Landkreises.
Nach der Eröffnung der vom Freistaat Bayern errichteten Dokumentation Obersalzberg am 20. Oktober 1999 erhielt die Berchtesgadener Landesstiftung auch den Nießbrauch an dieser Einrichtung.

## Satzung
Die Satzung entspricht im Wesentlichen noch ihrer Erstfassung vom 6. August 1960.

## Verpachtung der Einrichtungen
Die gemeinnützigen Zwecken dienende Stiftung ist von der Körperschaftsteuer befreit unter der Voraussetzung, dass sie sich ausschließlich auf die Vermögensverwaltung beschränkt. Sie hat deshalb die Kehlsteinbetriebe an den Zweckverband Bergerlebnis Berchtesgaden (bis November 2004 Fremdenverkehrsverband des Berchtesgadener Landes) verpachtet. Dieser betreibt jedoch nur die Aufzugsanlage. Das Kehlsteinhaus wurde an einen privaten Gaststättenbetreiber, die Kehlsteinlinie an die Regionalverkehr Oberbayern GmbH (bis März 1976 bayerische Post- und Bahnbusse) unterverpachtet. Träger der Straßenbaulast der Kehlsteinstraße obliegt dem Staatlichen Bauamt Traunstein (bis Ende 2005 Straßenbauamt Traunstein). Das Landratsamt des Landkreises Berchtesgadener Land (bis zur Gebietsreform 1972 Landkreis Berchtesgaden) übernimmt unentgeltlich die Verwaltung der Finanzen der Stiftung.
Auch der Betrieb der Dokumentation Obersalzberg wurde an den Zweckverband Bergerlebnis Berchtesgaden übertragen. Für die wissenschaftliche und museumsfachliche Leitung ist das Institut für Zeitgeschichte in München verantwortlich.
Die Pachtzahlungen des Tourismusverbandes an die Stiftung setzt sich wie folgt zusammen:
- 12 % aus dem Gesamtumsatz des Restaurationsbetriebes am Kehlsteinhaus,
- 12,5 % aus dem sonstigen Warenverkauf,
- ein Drittel aus den vollen und 25 % aus den ermäßigten Gebühren der Bruttoeinnahmen des Kehlsteinlifts und
- 25 % der Bruttoeinnahmen aus den Münzfernrohren am Kehlsteingipfel, am Kehlsteinfußweg und am Buswendeplatz.

Über die Pachtzahlungen bezüglich der Dokumentation Obersalzberg gibt es im Moment keine gesicherten Informationen.

## Mittelverwendung
Die nicht unerheblichen Pachteinnahmen und sonstigen Zuwendungen an die Stiftung werden für den Erhalt der Einrichtungen, der Rest für gemeinnützige und wohltätige Zwecke im Landkreis Berchtesgadener Land eingesetzt. Pflichtaufgaben des Landkreises sind in der Stiftungssatzung ausdrücklich von der Förderung ausgenommen (§ 2 Abs. 2). Über die Verwendung der Mittel entscheidet der Stiftungsrat (§ 4).
In den ersten 20 Jahren ihres Bestehens vergab die Stiftung Zuschüsse in Höhe von umgerechnet ca. 2 Mio. Euro (3.948.080 DM), davon etwas mehr als die Hälfte für Schulhausneubauten (2.132.000 DM). Für die Verbesserung und Erhaltung der Kehlsteineinrichtungen wurden in diesem Zeitraum umgerechnet ca. 1,35 Mio. Euro (2.698.976,52 DM) aufgewendet.